# Пеце Атанасовски
Петър (Петре, Пеце) Василев Атанасовски (на македонска литературна норма: Пеце Атанасовски) е виден музикант (гайдар, акордеонист) от Република Македония.

## Биография
Роден е на 25 октомври 1927 година в прилепското село Долнени, тогава в Кралството на сърби, хървати и словенци, в семейството на Васил Атанасов Тодоров, което има общо 10 деца. Израства в Долнени и живее там до 1944 година. Като дете работи като овчарче и посещава училище едва до 4-ти клас. Започва да свири на народни инструменти на 5-6-годишна възраст, като много от мъжете в рода му са добри свирачи на гайда, кавал или шупелка. Първоначално свири само на зурла, а по-късно овладява всички тези инструменти.
От 1944 до 1947 година Атанасовски служи в Югославската народна армия, след което заминава за Скопие, където работи като продавач във фабрика за дрехи и успоредно успява да завърши осми клас и започва да учи в музикална гимназия. Играе в различни самодейни ансамбли из Скопие и ръководи долненската група на различни фестивали в 1947 година. В 1950 година се постъпва в новоформирания държавен танцов ансамбъл „Танец“, с който обикаля целия свят, включително пътува до САЩ. Остава в „Танец“ до 1959 година.
От 1960 година Атанасовски е директор на Оркестъра за народни инструменти на Радио-Телевизия Скопие. Оркестърът първоначално е създаден в 1950 година като част от „Танец“ под ръководството на професора по етномузикология Живко Фирфов и често свири по радиото през 1950-те години. Атанасовски, в тясно сътрудничество с Фирфов, създава стандарт за македонските изворни инструменти, който се превръща в запазена марка на радиопрограмите и записите като инструментални изпълнения и като съпровод на известни фолклорни певци. Освен това той е и художествен ръководител на самодейния фолклорен ансамбъл „Македония“ и често пътува до Битоля, Прилеп и в чужбина като платен консултант на местни танцови състави.
Атанасовски открива много селски певчески групи, които правят записи и са излъчвани по радиото, като „Бабчорки“, „Кумановско трио“, „Квинтет Темянужки“ и „Трио Кучковски“. През 1967 година е на турне в САЩ като гайдар с група „Ладо“. От началото на 1970 година Атанасовски и Фирфов провеждат ежегодно десетдневни семинари за народни песни и танци в Отешево на Преспанското езеро, на които присъстват гости от Северна Америка, Западна Европа и Япония.
Атанасовски умира от инфаркт на 19 септември 1996 година.
Неговото име носи ежегодният фестивал на народни инструменти и песни „Пеце Атанасовски“ в Прилеп.